# Humilitat de Faenza
Humilitat de Faenza, anomenada Rosanese Negusanti (Faenza, província de Ravenna, ca. 1226 - Florència, 22 de maig de 1310) fou una religiosa italiana, considerada com a fundadora de l'orde de les Monges Vallombrosines. És venerada com a santa per l'Església Catòlica.

## Biografia
Nascuda en la noble família Negusanti, fou batejada amb el nom de Rosanese (l'actual Rosanna). Als quinze anys es casà amb Ugolotto de' Caccianemici, a qui donà dos fills, que moriren infant. En 1250 els dos esposos acordaren de fer-se religiosos i separar-se per anar cadascú a un monestir. Rosanese prengué el nom d'Umiltà ("humilitat") i ingressà al monestir de Santa Perpetua de Faenza i després al de clarisses de l'illa de San Martino.
En 1254 es retirà a fer vida eremítica a una ermita prop de l'abadia de Sant'Apollinare, de l'Orde de Vallombrosa. Altres dones en seguiren l'exemple i formaren una comunitat que, sota la direcció espiritual d'Humilitat i seguint el consell del bisbe, van constituir el monestir de Santa Maria Novella della Malta en 1266, prop de Faenza. La comunitat va adoptar unes constitucions inspirades en les del monestir vallombrosí. Tot i que hi havia hagut alguna experiència anterior de comunitat femenina seguint aquestes constitucions, se sol considerar Humilitat de Faenza com a fundadora de la branca femenina de l'orde, les Monges Vallombrosines.
En 1282, a Florència, Humilitat va fundar el monestir de San Giovanni Evangelista, desaparegut, on morí el 1310.
Escrigué Sermones, obra espiritual inspirada per visions i raptes místics que ella mateixa explica a l'obra, i que la fan precursora de l'obra de Caterina de Siena.

## Veneració
Les seves relíquies foren trobades intactes a l'any de la seva mort, en 1311, i foren revestides i col·locades a l'església del monestir florentí. Quan fou destruït en 1529, les restes passaren a Santa Caterina, Sant'Antonio, i, en 1534 a l'església de San Salvi. Avui es troben a la de Spirito Santo de Varlungo, prop de la ciutat.
Venerada popularment des de la seva mort, el culte en fou aprovat per Climent XI el 27 de gener del 1720; el 1942 fou declarada santa patrona de Faenza.

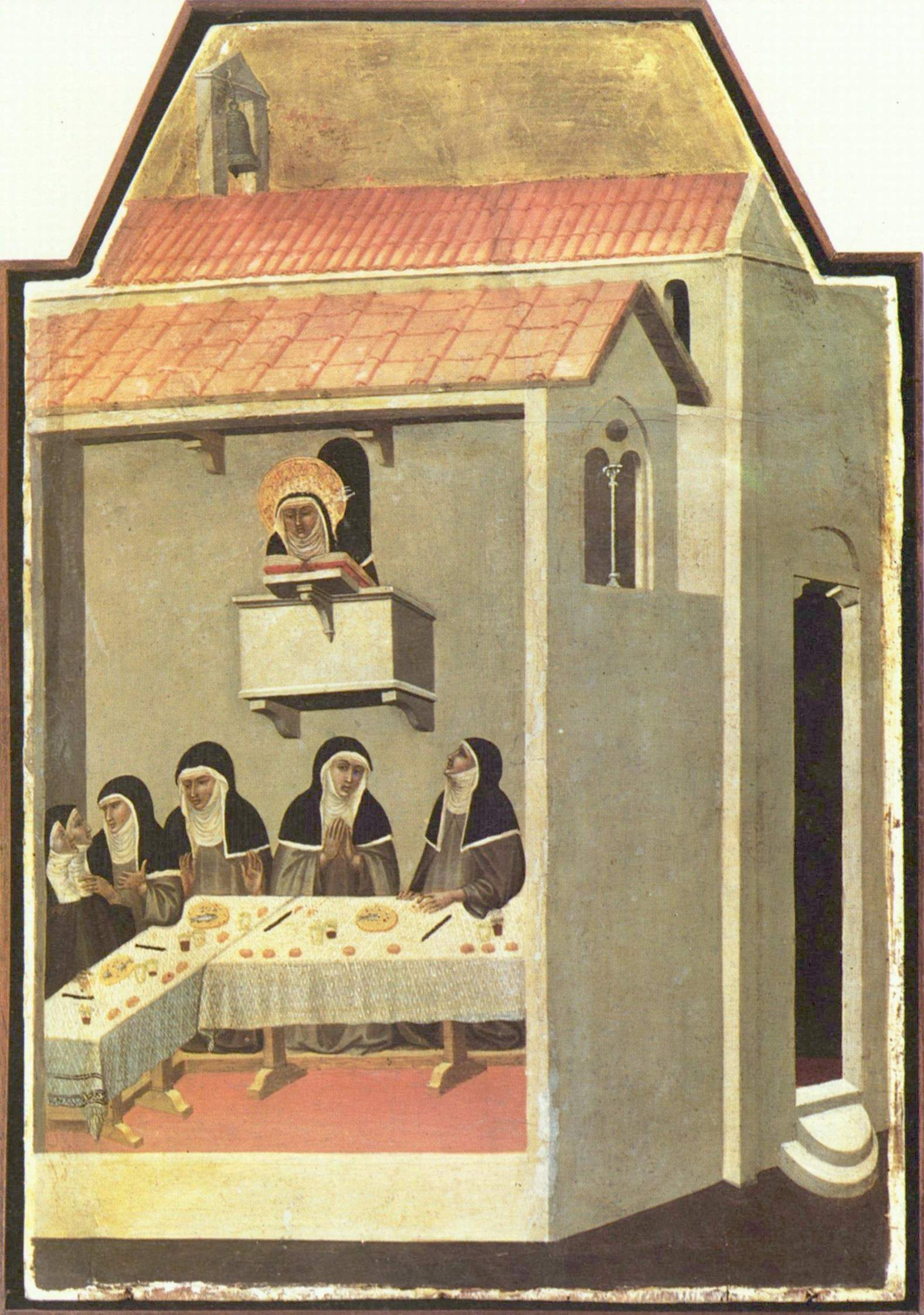
Les monges al refetor
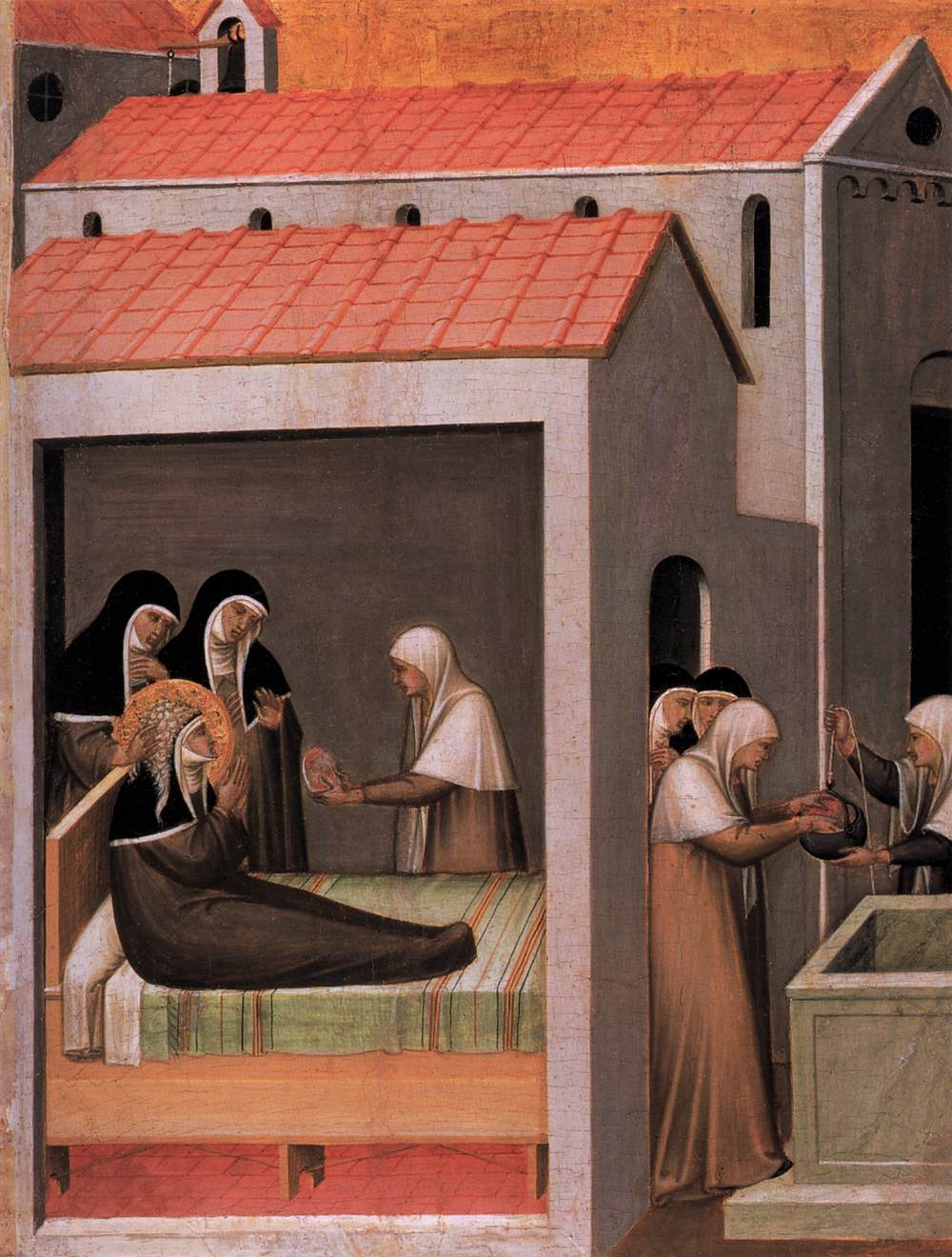
Miracle del gel (Berlín)
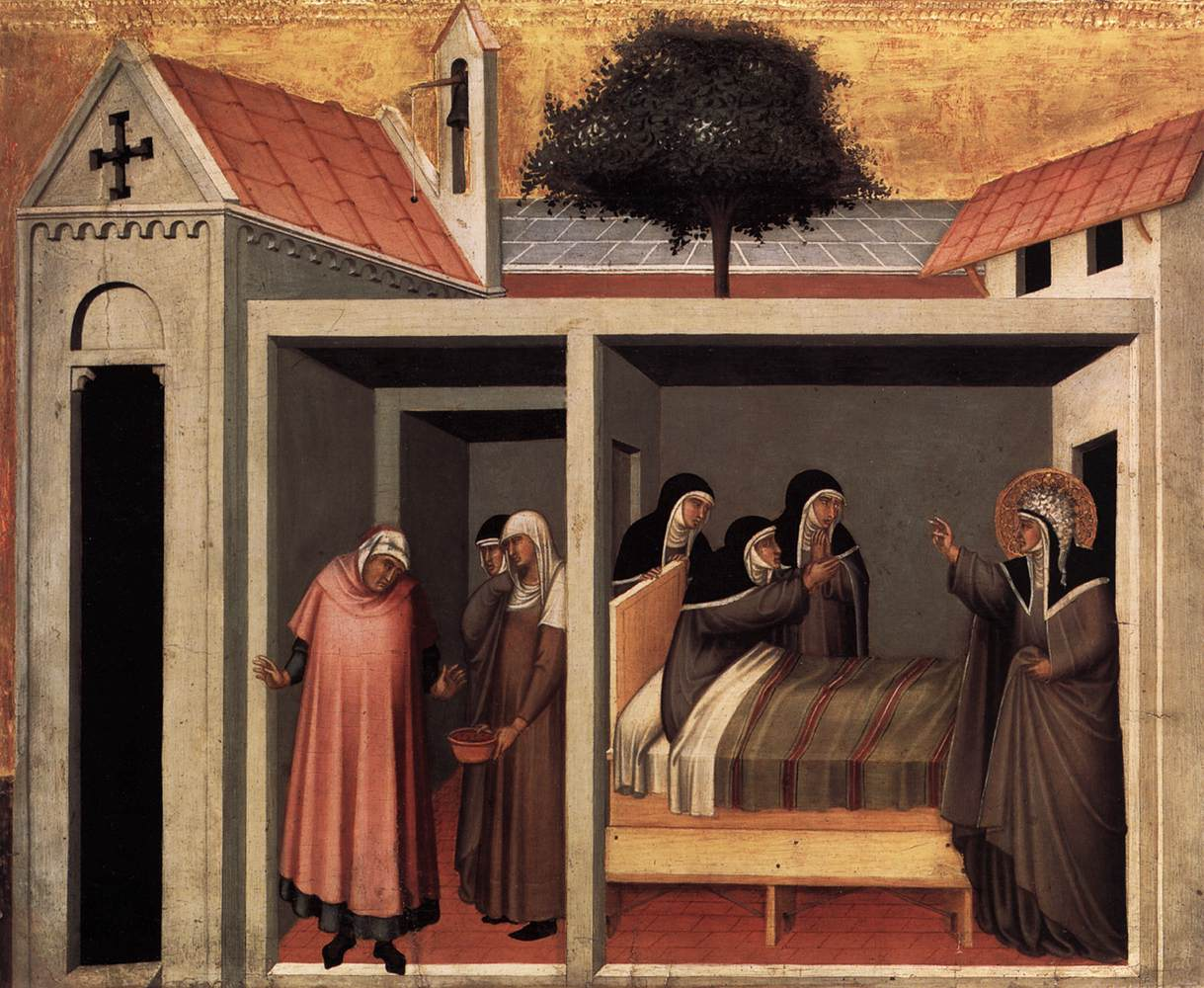
Guariment d'una monja (Berlín)
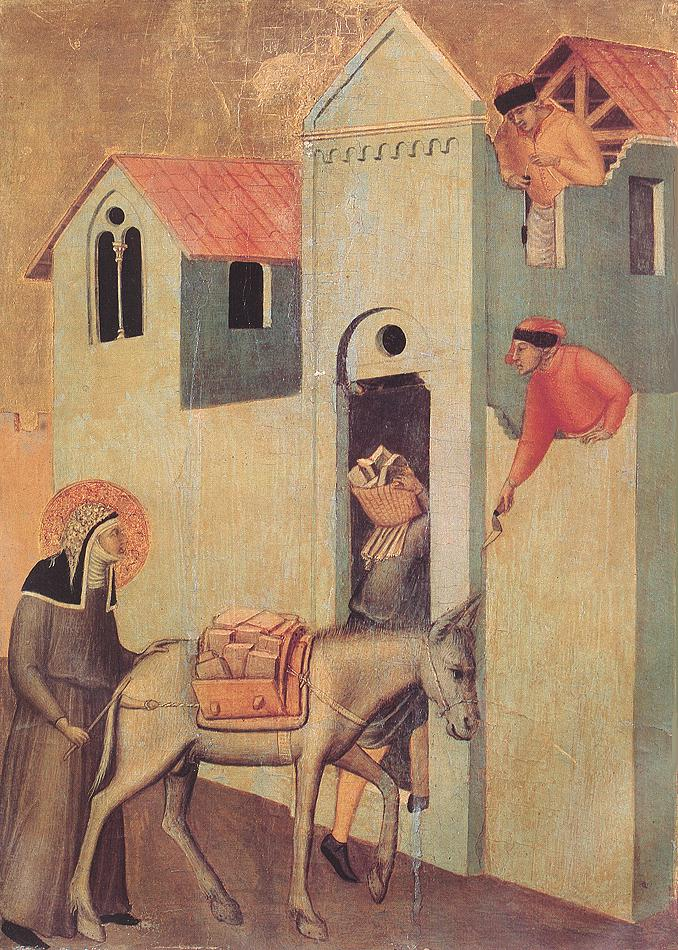
Humilitat porta totxos per construir el monestir